# Chinese ralreiger
De Chinese ralreiger (Ardeola bacchus) is een vogel uit de familie van de reigers (Ardeidae).

## Kenmerken
De vogel is zo'n 47 cm groot met witte vleugels, een gele snavel met een zwarte punt, gele ogen en poten. De heersende kleuren zijn rood, blauw en wit tijdens het broedseizoen en grijsbruin en wit gevlekt op andere tijden.

## Leefwijze
Het dieet bestaat uit vissen, insecten en kleine schaaldieren waar hij op jaagt in zoet- en zoutwaterdraslanden.

## Verspreiding
De Chinese ralreiger komt voor van Assam in het noordoosten van India tot het verre oosten van Rusland, Japan en zuidelijk China.

## Status
De grootte van de populatie is in 2006 met een brede marge geschat tussen 25.000 en 1 miljoen vogels. Op de Rode lijst van de IUCN heeft deze soort de status niet bedreigd.